# Szépilona
Szépilona (egybeírva) Budapest II. kerületének egyik apró városrésze.

## Fekvése
A Szilágyi Erzsébet fasor végénél, a Solymár-Pilisszentiván-Pilisvörösvár felé induló Hűvösvölgyi út (1107-es út) és a Budakeszi-Páty-Zsámbék felé kiágazó Budakeszi út (1102-es út) találkozásánál levő városrész.
Határai: Budenz út a Kuruclesi úttól – Bognár utca – Hűvösvölgyi út – Budakeszi út – Kuruclesi út a Budenz útig.

## Története
A 13. században Kunc ispán majorja volt a szentlőrinci pálos kolostorhoz vezető út illetve a Nyék faluhoz vezető út elágazásánál. Itt állt egykor a (2009-ben újranyitott) Szép Ilona vendéglő, de a városrész neve Vörösmarty Mihály Szép Ilonka című költeményére is utal.